# Ricardo Guillerna y de las Heras
Ricardo Guillerna y de las Heras († Madrid, 28 d'abril de 1920) fou un advocat i polític espanyol.
Llicenciat en dret, treballà com a passant de Francisco Silvela i fou elegit diputat del Partit Conservador pel districte de la Seu d'Urgell a les eleccions generals espanyoles de 1903.